# Li Shulei
Li Shulei, född 1964, är en kinesisk kommunistisk politiker som tjänstgör som kommunistpartiets propagandachef och är ledamot i politbyrån i Kinas kommunistiska parti.
Li kommer från enkla förhållanden i den fattiga Henan-provinsen, där hans föräldrar var verksamma som bönder. Han har flera examina i kinesisk litteratur från Pekings universitet och har på grund av sin snabba akademiska karriär fått rykte om sig att vara ett underbarn. Li Shulei har främst arbetat inom kommunistpartiets propagandasektor och började arbeta inom Centrala partiskolan 2002, en viktig tankesmedja i Folkrepubliken Kina. Åren 2008-2014 var han ställföreträdande rektor i partiskolan.  Hans karriärväg brukar ofta liknas vid Wang Hunings uppstigande till partitoppen.
Han har författat flera böcker om kinesiskt samhälle och historia och är en beundrare av poeten Bai Juyi.